# Mastro chinês

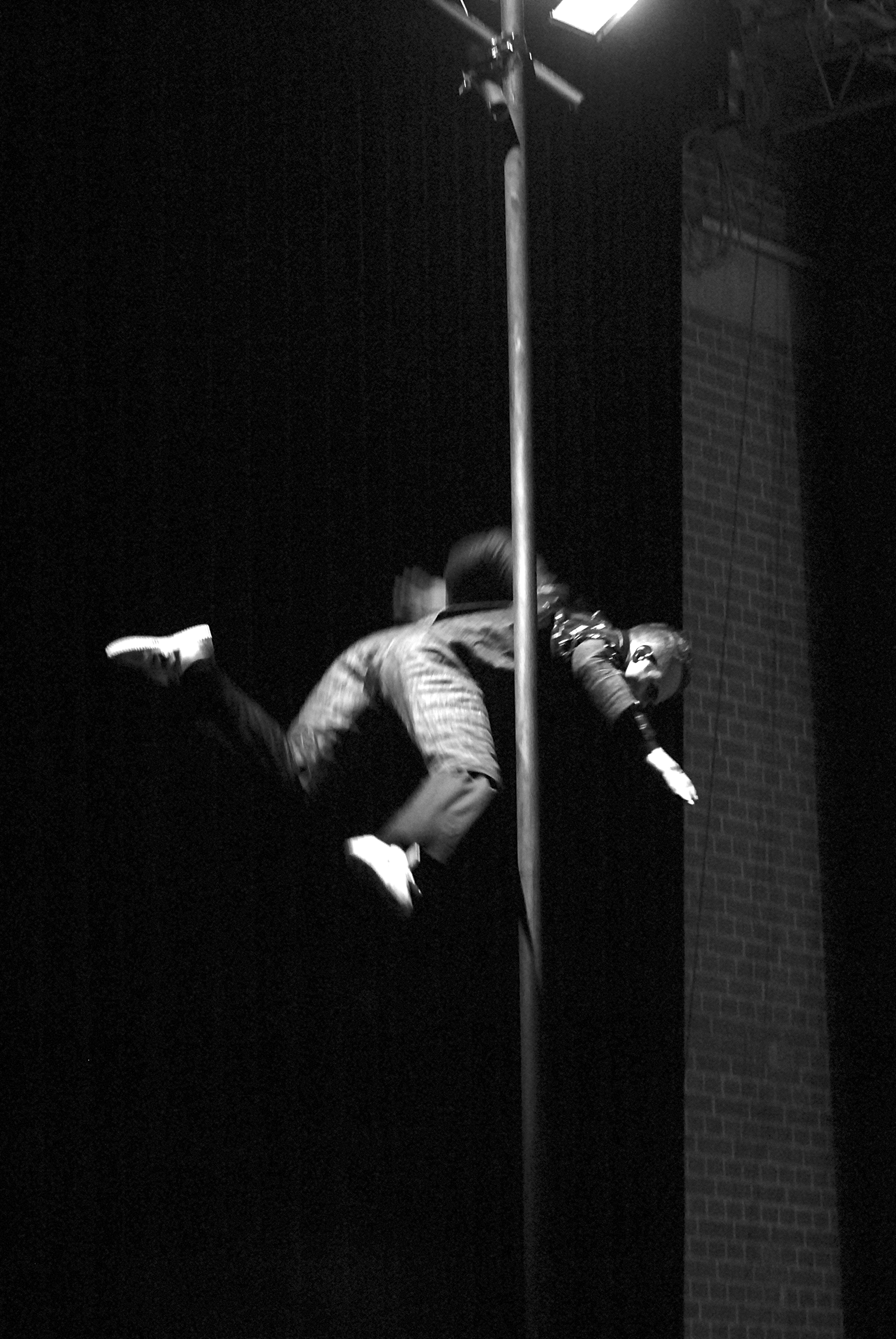
Acrobata, Paolo Locci no mastro chinês, no circo italiano

O mastro chinês é um equipamento circense, que consiste numa barra vertical com vários metros de comprimento, no qual se pratica a modalidade acrobática de origem chinesa, com o mesmo nome.

## Características da barra
Os mastros chineses geralmente medem entre 3 e 9 metros de altura e aproximadamente 5 a 8 centímetros de diâmetro. 
Alguns mastros chineses assentam em mastros mais grossos, que giram de torno de um mastro estático central, recorrendo a pêndulos. Este mastro rotativo permite ao acrobata girar sobre o eixo vertical, conferindo-lhe a faculdade de incorporar a rotação nos exercícios com o mastro. Ao aproximar-se mais do mastro, o acrobata faz com que o mesmo gire mais depressa. Houve alguns exercícios de mastro chinês que foram perfilhados pelas técnicas de pole dancing ou «barra americana».

## Portugal
Os maiores promotores modernos da modalidade em Portugal são Ricardo Paz  e João Paulo Santos.

## Galeria

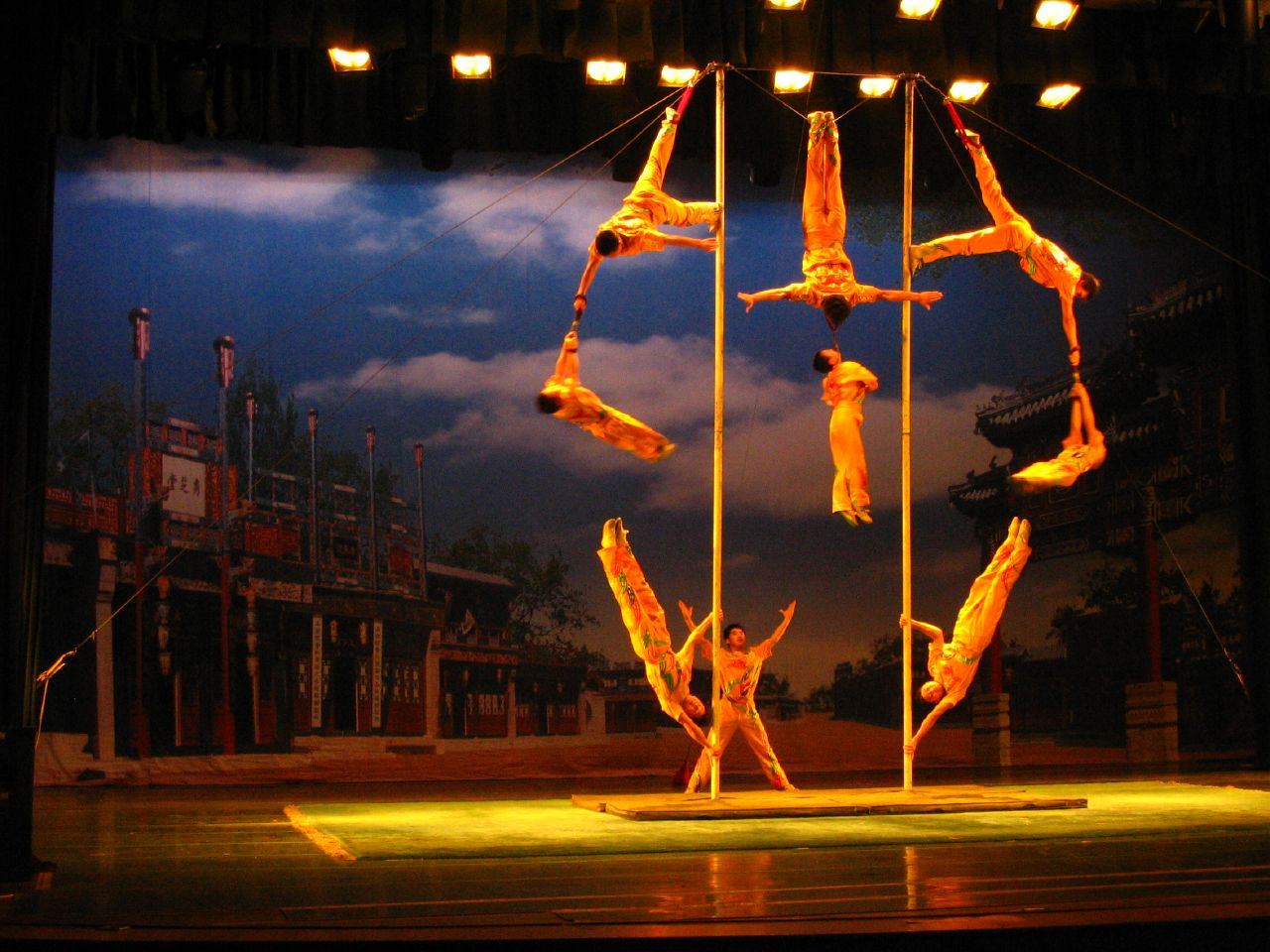
Exemplo de exercícios de mastro chinês realizados na China
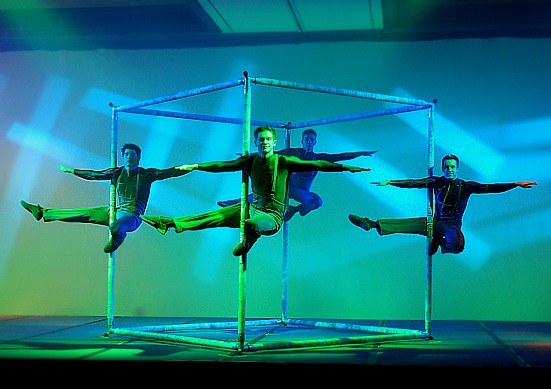
Demonstração do movimento «assento do macaco»
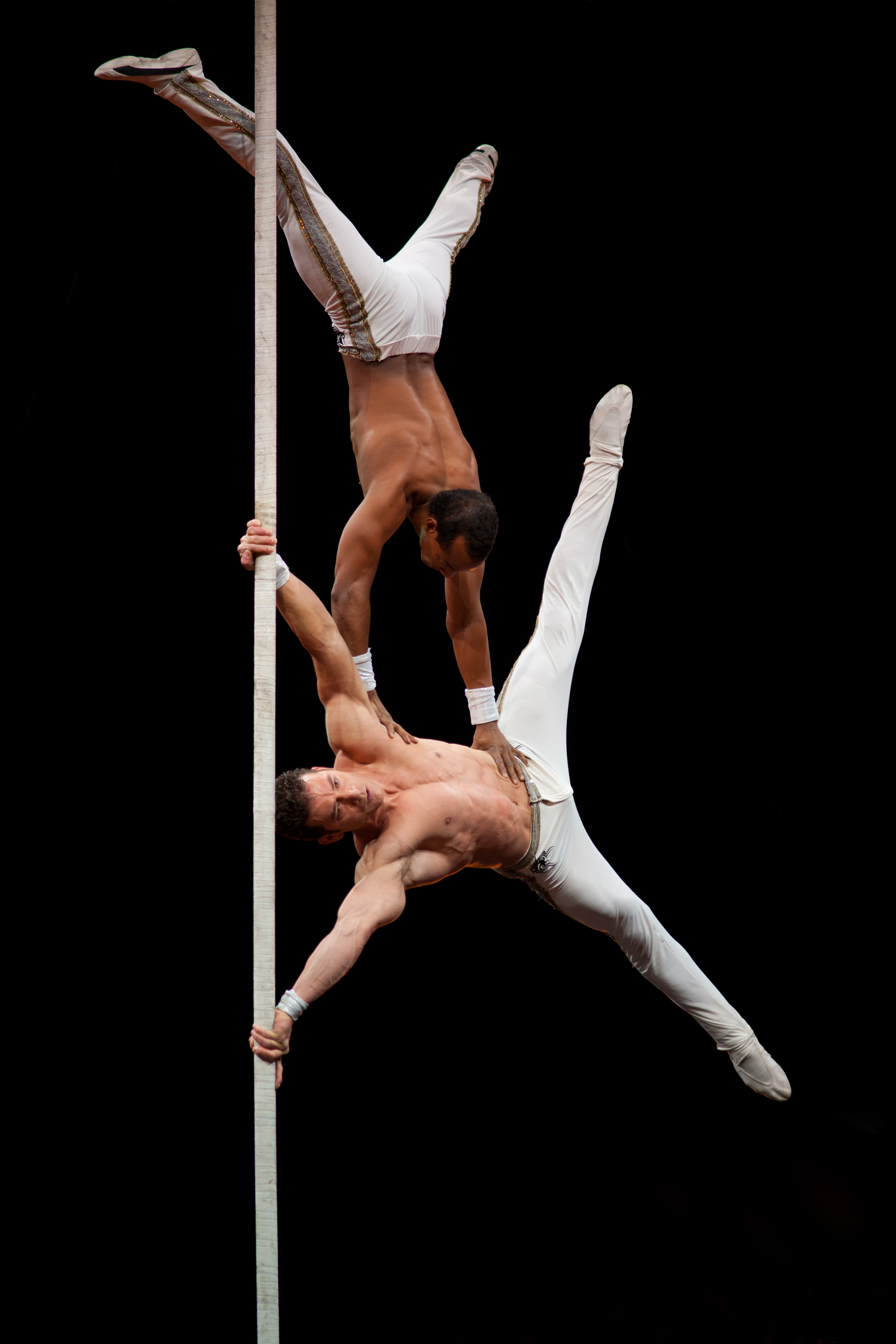
Acrobatas cubanos Leosvel and Diosmani no mastro chinês